# Andrés Felipe Burgos
Andrés Felipe Burgos (Cali, Colombia; 17 de febrero de 1991) fue un futbolista colombiano. Jugó como defensa central y su último equipo fue Sanjoanense de Campeonato de Portugal (II Divisão). Su carrera futbolística inició bajo el entrenamiento de Jorge Cruz en las categorías menores del Deportivo Cali. En 2011 estuvo de préstamo en el Dépor Aguablanca y en 2013 se reincorporó a su plantilla original.
En 2009 participó como zaguero en las divisiones menores del Deportivo Cali en la final del Torneo Sub-18 de Colombia. En aquella ocasión el equipo se convirtió en el ganador del campeonato tras enfrentarse contra el Millonarios Fútbol Club y vencer con un marcador de cuatro goles a uno.

## Clubes
| Club             | País     | Año         |
| ---------------- | -------- | ----------- |
| Deportivo Cali   | Colombia | 2010        |
| Depor Aguablanca | Colombia | 2011 - 2013 |
| Deportivo Cali   | Colombia | 2013        |
| Real Cartagena   | Colombia | 2014        |
| Sanjoanense      | Portugal | 2015        |